# Asesinato de Missy Bevers
Terri Leann "Missy" Bevers (Graham, Texas; 9 de agosto de 1970–Midlothian, Texas; 18 de abril de 2016) fue una mujer estadounidense asesinada en las inmediaciones de la iglesia local de la ciudad de Midlothian. Su asesinato atrajo la atención mediática después de que la policía difundiera las imágenes de las cámaras de seguridad del interior de la capilla. Las imágenes, captadas poco antes del asesinato de Bevers, muestran a una persona desconocida, vestida con lo que parece ser un equipo táctico policial y con un martillo, caminando de forma extraña por los pasillos de la iglesia, rompiendo cristales y abriendo puertas de vez en cuando. La policía cree que la persona que aparece en el vídeo es el asesino de Bevers.

## Antecedentes
Terri Bevers, más reconocida por el apodo de «Missy», nació el 9 de agosto de 1970 en Graham (Texas). Estaba casada con Brandon Bevers en 1998, con quien tenía tres hijas. La familia residía en Red Oak. Missy Bevers trabajaba como instructora de fitness y organizaba campamentos de entrenamiento Camp Gladiator en la iglesia Creekside Church of Christ de Midlothian.

## Asesinato
Antes del amanecer del 18 de abril de 2016, hubo una fuerte tormenta eléctrica en Midlothian. La noche antes de su asesinato, Bevers informó a sus alumnos que la clase de fitness se impartiría dentro de la iglesia debido al mal tiempo, en lugar de en el lugar habitual, que era el aparcamiento de dicho edificio. Bevers fue vista por última vez en unas imágenes de vigilancia no divulgadas entrando en la iglesia a las 4:18 horas de la mañana, mientras se preparaba para su próxima clase de fitness, que estaba prevista para las cinco. Poco después, un alumno de la clase de fitness de Bevers entró en la iglesia y se topó con el cadáver. Se llamó a los servicios de emergencia y se investigó la escena del crimen. Bevers fue declarada muerta poco después de la llegada de la policía.

## Investigación
Bevers fue encontrada muerta con varias puñaladas en la cabeza y el pecho. Una orden judicial policial alegaba que estas heridas eran «compatibles con las herramientas que el sospechoso llevaba consigo por todo el edificio». Aunque la policía no confirmó si se trataba del arma homicida, se encontró un martillo junto con otras herramientas cerca del cuerpo de Bevers.
La policía revisó el sistema de cámaras de vigilancia de la iglesia al principio de la investigación. Aunque las cámaras exteriores de la iglesia no funcionaban el día del asesinato, las que se encontraban ubicadas en el interior sí lo hacían y pudieron ser recuperadas dichas grabaciones. Las imágenes de vigilancia tomadas alrededor de las cuatro de la madrugada parecen mostrar al sospechoso, de sexo e identidad desconocidos, caminando por los pasillos de la iglesia mientras rompía cristales y trataba de abrir las puertas que bordeaban los pasillos del edificio.
El sospechoso vestía lo que parecía ser un traje policial SWAT y equipo táctico de pies a cabeza, incluyendo un chaleco con la inscripción «POLICE», un casco negro y un par de guantes negros. Bevers estaba transportando su equipo de ejercicio desde su camioneta a la iglesia cuando presumiblemente se encontró con el sospechoso dentro de la iglesia. Según se informa, las imágenes de las cámaras de vigilancia muestran a Bevers caminando por los pasillos de la iglesia antes de su asesinato, aunque la policía de Midlothian no hizo públicas estas imágenes concretas. La policía tampoco reveló dónde se pudieron cruzar Bevers y el sospechoso. Se cree que el sospechoso asesinó a Bevers en un violento encuentro dentro de la iglesia.

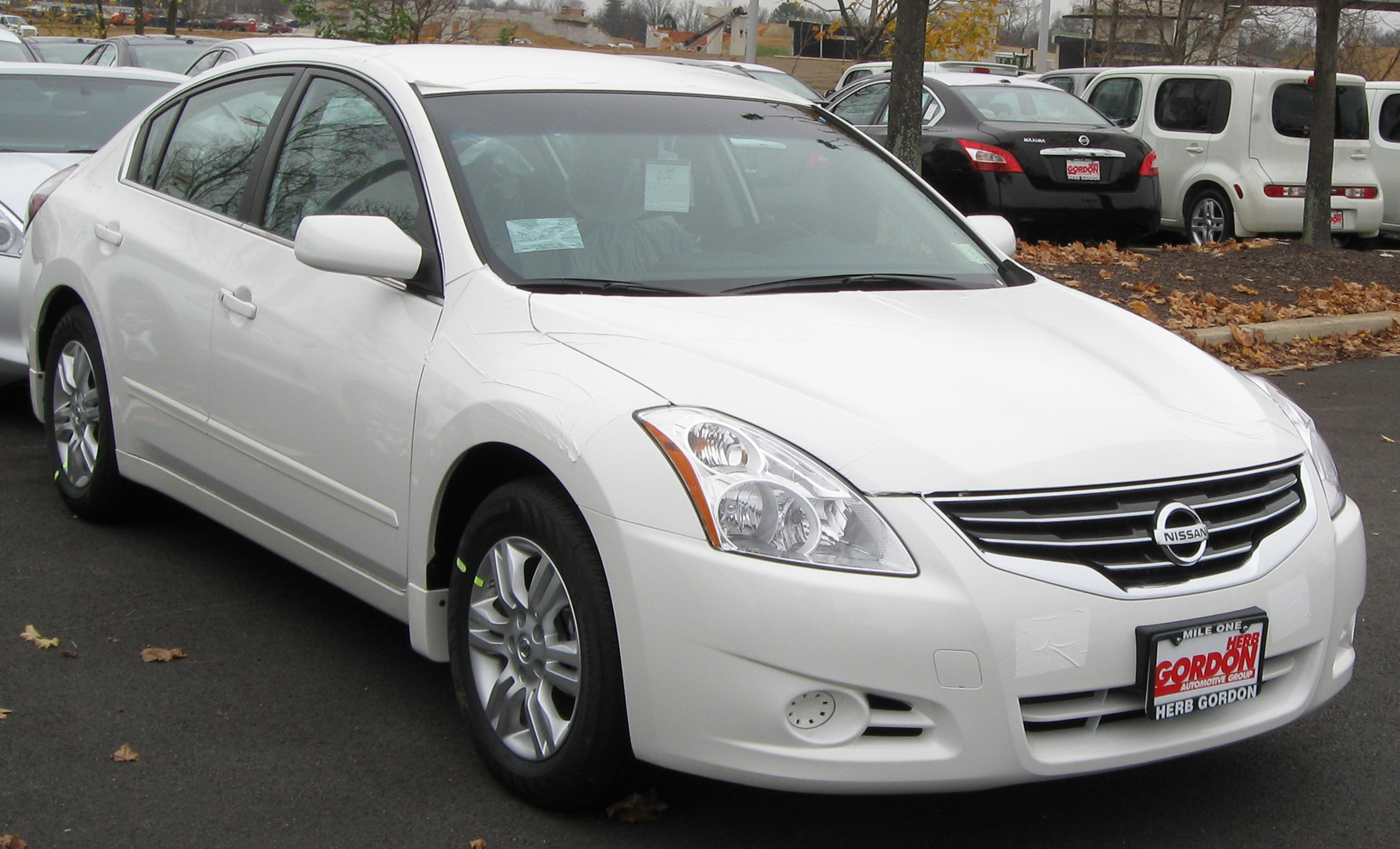
Imagen de un Nissan Altima 2.5S sedán de 2010, similar al vehículo no identificado que fue grabado conduciendo de forma sospechosa en el estacionamiento unas horas antes del asesinato.

Los investigadores creyeron en un primer momento que el sospechoso era un hombre. Sin embargo, la policía cambió posteriormente su postura y afirmó que, aunque la forma de andar del sospechoso parece femenina, no se conoce con certeza su sexo. Los investigadores también tomaron nota de la peculiar forma de andar del sospechoso. El sospechoso que aparece en las imágenes de vigilancia parece caminar lentamente, a veces apoyándose en la pared mientras tiene dificultades para mover el pie o la pierna derecha. La policía declaró que este modo de andar tan característico podría deberse a una condición temporal. En 2021, el FBI pidió al doctor Michael Nirenberg, podólogo forense, que estudiara el modo de andar del sospechoso. Terminó afirmando que la forma de andar del sujeto se veía afectada por el peso del equipo y las armas que llevaba, y que no había relación entre la forma de caminar y el género. Concluyó que el género del sospechoso no podía determinarse únicamente a partir de su forma de caminar.
Inicialmente, la policía consideró el robo como un posible motivo para el allanamiento. Sin embargo, no pudieron encontrar nada que faltara dentro de la iglesia. Bevers dejó varios objetos, entre ellos su bolso y su iPad. Fuentes revelaron a WFAA que la policía comenzó a creer que Bevers no solo fue el objetivo, sino que el sospechoso planeó hacer que el crimen pareciera un robo que salió mal. Una de las órdenes judiciales presentadas por la policía afirmaba que el sospechoso poseía un teléfono inteligente con el que podría haber acechado los horarios de Bevers y grabado su asesinato. Otras órdenes de registro policiales alegaban que Bevers recibió mensajes «espeluznantes y extraños» de un hombre desconocido en LinkedIn. La policía también creyó que Bevers podría haber conversado con su asesino antes del crimen. Las fuerzas del orden pudieron localizar a una persona de interés que habló con ella a través de LinkedIn durante los últimos meses de vida de esta, pero dicha persona afirmó que la conversación fue, en última instancia, «coqueta e inocua».
Los familiares de Bevers fueron interrogados durante la investigación. Se confirmaron las coartadas de Brandon, el marido de Missy, y Randy, el suegro de Missy. Brandon estaba pescando en Misisipi, mientras que Randy estaba de viaje en California. Las sospechas se despertaron cuando una orden de registro publicada informó de que Randy, cuatro días después del asesinato, llevó una camisa manchada de sangre a una tintorería. Randy explicó más tarde que la sangre era de dos perros que se habían peleado. La policía de Midlothian realizó un análisis forense de la camisa, que confirmó la ausencia de sangre humana y la presencia de sangre de perro.
En mayo de 2016, la policía de Midlothian publicó una imagen fija de lo que se creía era un Nissan Altima cuyo modelo era de 2010-2012 circulando a primera hora de la mañana por el aparcamiento de SWFA Outdoors, una tienda de artículos deportivos situada cerca de la iglesia. El coche, que según la policía tenía una pegatina ovalada en el parachoques, entró en el aparcamiento de SWFA Outdoors alrededor de las dos de la madrugada y se marchó pocos minutos después. La policía de Midlothian estuvo interesada en hablar con el propietario desconocido de este vehículo. Según el subjefe Kevin Johnson, el propietario del vehículo no era necesariamente sospechoso, pero podría tener información valiosa para el discurrir de la investigación.
Más tarde, en diciembre de 2016, SWFA Outdoors publicó las imágenes completas de las cámaras de vigilancia del aparcamiento. El vídeo mostraba el vehículo en cuestión entrando en el aparcamiento la misma madrugada del asesinato, con el conductor comportándose de forma extraña. Dio varias vueltas por el aparcamiento de la tienda, encendió y apagó de forma aleatoria los faros del coche y aparcó en una zona apartada durante unos minutos antes de salir del aparcamiento por la carretera nacional 287.
Inicialmente, se fijó una recompensa de 10 000 dólares, que luego se duplicó a 20 000 dólares y aumentó a 50 000 dólares. En 2021, hay una recompensa de 150 000 dólares por cualquier información que pueda ayudar a capturar al sospechoso.
Según la policía de Midlothian, se reciben pistas sobre el caso a diario. En 2022, el podcast llamado True Crime Broads analizó el caso, y se lanzó por primera vez con la intención de mantener a la gente hablando sobre el caso. Los creadores del podcast también mantuvieron una valla publicitaria en la que se anuncia la recompensa de 150 000 dólares por cualquier información que pudiera ayudar a resolver el asesinato.